# 舊邁納
旧迈纳（羅馬化：Staraya Mayna）是俄罗斯乌里扬诺夫斯克州的市级镇，为该州旧迈纳区行政中心及规模最大聚居地，也是该区唯一的一座市级镇。地处乌里扬诺夫斯克州东北部，位于伏尔加河上的古比雪夫水库沿岸，在州府乌里扬诺夫斯克东北方，西与鞑靼斯坦共和国隔河（水库）相望。附近较大城市除州府外有季米特洛夫格勒。
该地2022年人口有5,829人；2010年人口6,521；2002年人口6,988；1989年人口6,633。